# Уильямс, Черити
Черити Уильямс (англ. Charity Williams, родилась 20 октября 1996 года) — канадская регбистка, игрок женской сборной Канады по регби-7. Бронзовый призёр летних Олимпийских игр 2016 года по регби-7.

## Биография

### Семья и увлечения
Родители — Роберт Уильямс и Мэри-Энн Скотт, братья и сёстры — Бела, Фэйт, Тест, Сэйлем, Эбби и Джавантай. Увлекается чтением и коллекционированием ракушек, любимый исполнитель — Эминем. Перед каждым матчем съедает по одному сваренному вкрутую яйцу, всегда путешествует на международные матчи с плюшевым медведем. Девиз — «Жизнь является божественным хаосом».

### Регбийная карьера
Черити занялась регби в возрасте 14 лет. Выступала за команду Технического университета Торонто, затем стала игроком клуба «Маркем Айриш» и сборной Канады по регби-7, куда её пригласила бывший игрок канадской сборной Меган Гиббз. В 2013 году приглашена на международный турнир на Тринидаде и Тобаго, где дебютировала за сборную Канады по регби-7. В 2014 году стала серебряным призёром юношеской Олимпиады в Нанкине, в сезоне 2014/2015 дебютировала в Мировой серии по регби-7. Занесла пять попыток по итогам сезона 2015/2016.
Бронзовый призёр Олимпиады в Рио-де-Жанейро — в игре полуфинала против Австралии занесла попытку и набрала единственные очки сборной Канады во встрече (проигрыш 17:5). В 2018 году выступала на чемпионате мира по регби-7 в Сан-Франциско, где Канада выбыла на стадии четвертьфинала.